# Echo Night 2: The Lord of Nightmares
Echo Night 2: The Lord of Nightmares (エコーナイト#2 眠りの支配者) é um jogo de video game adventure de suspense desenvolvido pela From Software para o PlayStation. Foi lançado exclusivamente no Japão no dia 5 de agosto de 1999. É o segundo jogo da série Echo Night, sendo precedido por Echo Night em 1998 e sucedido por Echo Night: Beyond em 2004.

## Jogabilidade
Como o primeiro jogo, The Lord of Nightmares é jogado na perspectiva em primeira pessoa, mas diferente da maioria dos outros jogos em primeira pessoa não há uso de armas de fogo no jogo. Quando enfrentado por um fantasma, o jogador deve ligar as luzes na sala através de um interruptor. O jogador é constantemente transportado para o passado através dos passageiros ou de certos objetos. Uma vez que o jogador cumpra uma tarefa importante para um espírito, ele irá desaparecer e deixará para trás uma "Astral Piece", a qual poderá ser usada para conseguir uma cena de encerramento diferente.

## Lançamento
O jogo foi lançado apenas no Japão tanto em sua versão física para o PlayStation, quanto em sua versão digital para a loja online PlayStation Network. No dia 12 de julho de 2015, fãs lançaram uma versão do jogo traduzida para o inglês.